# Episodi de I sentieri del west
La prima e unica stagione della serie televisiva I sentieri del west è andata in onda negli Stati Uniti dal 12 settembre 1966 al 1º maggio 1967 sulla NBC.
| nº | Titolo originale                   | Titolo italiano | Prima TV USA      | Prima TV Italia |
| -- | ---------------------------------- | --------------- | ----------------- | --------------- |
| 1  | This Savage Land: Part 1           |                 | 12 settembre 1966 |                 |
| 2  | This Savage Land: Part 2           |                 | 19 settembre 1966 |                 |
| 3  | The Gunfighter                     |                 | 26 settembre 1966 |                 |
| 4  | The Lean Years                     |                 | 3 ottobre 1966    |                 |
| 5  | This Dry and Thirsty Land          |                 | 10 ottobre 1966   |                 |
| 6  | Long Journey to Leavenworth        |                 | 17 ottobre 1966   |                 |
| 7  | Ashes and Tallow and One True Love |                 | 24 ottobre 1966   |                 |
| 8  | Piece of Tin                       |                 | 31 ottobre 1966   |                 |
| 9  | Lone Woman                         |                 | 7 novembre 1966   |                 |
| 10 | Shaman                             |                 | 14 novembre 1966  |                 |
| 11 | To Light a Candle                  |                 | 28 novembre 1966  |                 |
| 12 | Pariah                             |                 | 5 dicembre 1966   |                 |
| 13 | Have You Seen the Aurora Borealis? |                 | 12 dicembre 1966  |                 |
| 14 | Power of Fear                      |                 | 26 dicembre 1966  |                 |
| 15 | Reap the Whirlwind                 |                 | 9 gennaio 1967    |                 |
| 16 | Beyond the Hill                    |                 | 16 gennaio 1967   |                 |
| 17 | The Predators                      |                 | 23 gennaio 1967   |                 |
| 18 | A Mighty Hunter Before the Lord    |                 | 30 gennaio 1967   |                 |
| 19 | No Sanctuary                       |                 | 6 febbraio 1967   |                 |
| 20 | The Insider                        |                 | 13 febbraio 1967  |                 |
| 21 | Road to Glory                      |                 | 20 febbraio 1967  |                 |
| 22 | Fair Ladies of France              |                 | 27 febbraio 1967  |                 |
| 23 | Never Chase a Rainbow              |                 | 6 marzo 1967      |                 |
| 24 | Eleven Miles to Eden               |                 | 13 marzo 1967     |                 |
| 25 | Charade of Justice                 |                 | 27 marzo 1967     |                 |
| 26 | The Eighty-Seven Dollar Bride      |                 | 3 aprile 1967     |                 |
| 27 | A War for the Gravediggers         |                 | 10 aprile 1967    |                 |
| 28 | The Agreement                      |                 | 24 aprile 1967    |                 |
| 29 | Elizabeth's Odyssey                |                 | 1º maggio 1967    |                 |

## This Savage Land: Part 1
- Scritto da: Richard Fielder
- Diretto da: Vincent McEveety

### Trama
- Guest star: George C. Scott (Jud Barker), Rex Holman, Roy Roberts (dottor Reynolds), John Drew Barrymore (Stacey Daggart), Charles H. Gray (tenente Galloway), Katherine Squire (nonna)

## This Savage Land: Part 2
- Diretto da: Vincent McEveety
- Scritto da: Richard Fielder

### Trama
- Guest star: George C. Scott (Jud Barker), Rex Holman, Roy Roberts (dottor Reynolds), John Drew Barrymore (Stacey Daggart), Charles H. Gray (tenente Galloway), Katherine Squire (nonna)

## The Gunfighter
- Diretto da:
- Scritto da:

### Trama
- Guest star: Brett Pearson (vice), James Nusser (Amos), James Daly (Andy Benteen), James Gammon (Pete Fowler), Jonathan Goldsmith (Billy Joe), Bern Hoffman (maniscalco), John Wright (Kyle)

## The Lean Years
- Diretto da:
- Scritto da:

### Trama
- Guest star: Charles Aidman (Lucius Franklin / Lloyd Franklin), Robert P. Lieb (Nat), Willard Sage (Sykes)

## This Dry and Thirsty Land
- Diretto da:
- Scritto da:

### Trama
- Guest star: Anthony Caruso (Amos Brubaker), George Furth (Virgil Slaughter), Jesse Pearson (Neil Brubaker)

## Long Journey to Leavenworth
- Diretto da:
- Scritto da:

### Trama
- Guest star: Ron Russell (Si Collins), John Pickard (Earl Collins), E.J. André (Willard), Hal Baylor (Alex), Don Dubbins (Wesley), Sam Edwards (impiegato), Geoffrey Horne (Fred Collins), Robert F. Simon (Pratt)

## Ashes and Tallow and One True Love
- Diretto da:
- Scritto da:

### Trama
- Guest star: Robert Walker Jr. (caporale Marsh Courtney), Kelly Thordsen (Charlie), Clyde Howdy (Davis), Deanna Lund, Adam Roarke (Hanson), Harlan Warde (capitano Lindstrom)

## Piece of Tin
- Diretto da:
- Scritto da:

### Trama
- Guest star: Wendell Corey (Tilman Ash), Hampton Fancher (Gray Yeater), John McLiam, William Smithers (Sam Gaskins)

## Lone Woman
- Diretto da:
- Scritto da:

### Trama
- Guest star: Mickey Sholdar (Wesley Turner), Eddie Little Sky (Jaro), Jack Chapman (Lon), Lonny Chapman (sergente), Ted Jordan (soldato di cavalleria), George Wallace (Chad)

## Shaman
- Diretto da:
- Scritto da:

### Trama
- Guest star: Len Wayland (Gorse), Larry Ward (Curtin), David Astor (Hoon), Christopher Cary (Willie Lom), Elisha Cook Jr. (Wild Man), Anne Meacham (Miss Welch), Rodd Redwing (capo), Henry Wilcoxon (Wills)

## To Light a Candle
- Diretto da:
- Scritto da:

### Trama
- Guest star: Michael Constantine (Jacob Adams), Katharine Ross (Rachel Adams)

## Pariah
- Diretto da:
- Scritto da:

### Trama
- Guest star: Stuart Nisbet (vice Gibson), John Mitchum (prigioniero), Barbara Anderson (Susan Douglass), Gail Bonney (Mrs. Stone), Tom Drake (Oliver), Phyllis Hill (Mrs. Oliver), Donnelly Rhodes (Red Eagle)

## Have You Seen the Aurora Borealis?
- Diretto da:
- Scritto da:

### Trama
- Guest star: Dan O'Herlihy (Seamus O'Flaherty), Jackie Russell (Midge)

## Power of Fear
- Diretto da:
- Scritto da:

### Trama
- Guest star: Garry Walberg (Witt), William Phipps (Cleary), Joseph Campanella (Tom Burrus), John Dehner (dottor Kruger), William Fawcett (Douty), Kim Hector (Jamie), John Hoyt (dottor Bayliss), Barbara Werle (Ruth Burrus)

## Reap the Whirlwind
- Diretto da:
- Scritto da:

### Trama
- Guest star: William Phipps (Charlie), Lauri Peters (Sarah), James Farentino (Emmett Bethel), John Lodge (Daniel Bethel), Richard X. Slattery (Micah Pratt)

## Beyond the Hill
- Diretto da:
- Scritto da:

### Trama
- Guest star: Victor Jory (Collier), Gena Rowlands (Karen Collier)

## The Predators
- Diretto da:
- Scritto da:

### Trama
- Guest star: Joan Marshall (Judith Devery), Lane Bradford (Clute), Tony Bill (Andy Wilkins), Willard Sage (John Devery)

## A Mighty Hunter Before the Lord
- Diretto da:
- Scritto da:

### Trama
- Guest star: Jack Dodson (Jack Hanson), Strother Martin (Grady Couts), Lloyd Nolan (Jed Daniell)

## No Sanctuary
- Diretto da:
- Scritto da:

### Trama
- Guest star: Warren Vanders (Lew), Jan Shepard (Ellen Brewster), John Litel (giudice), Wynn Pearce (Charlie), Keenan Wynn (Sam Brewster)

## The Insider
- Diretto da:
- Scritto da:

### Trama
- Guest star: Rex Holman (India), Ross Hagen, Myron Healey (Big Foot), Jason Evers (Divvy Peters), Tyler McVey, Collin Wilcox Paxton (Frances)

## Road to Glory
- Diretto da:
- Scritto da:

### Trama
- Guest star: John Anderson (maggiore Perry), Émile Genest (Sewell Trask)

## Fair Ladies of France
- Diretto da:
- Scritto da:

### Trama
- Guest star: Richard Hale (vecchio), Svea Grunfeld (Sorella Marie Venard), Kim Darby (Sorella Marie Aimee), Gerry Gaylor (Sorella Marie Antoine), Signe Hasso (madre Superiora)

## Never Chase a Rainbow
- Diretto da:
- Scritto da: D.C. Fontana

### Trama
- Guest star: Barbara Anderson (Barbara), Jack Carter (Tallyl), Kevin McCarthy (Rando)

## Eleven Miles to Eden
- Diretto da:
- Scritto da:

### Trama
- Guest star: Tisha Sterling (Tassie), Jan Sterling (Sarah Meagen), Michael Burns (Harry Jr.), Michael Pate (Deacon), Don Stroud (Nino)

## Charade of Justice
- Diretto da:
- Scritto da:

### Trama
- Guest star: Tom Tryon (sceriffo Platt), Kurt Russell (Jay Baker), Roy Barcroft (George Reap), Jay C. Flippen (giudice Platt), Melodie Johnson (Millie Peters), Ted Jordan (maniscalco), Robert Williams (addetto al telegrafo)

## The Eighty-Seven Dollar Bride
- Diretto da:
- Scritto da:

### Trama
- Guest star: Gavin MacLeod (Nick Marteen), Cloris Leachman (Amadee), Lou Antonio (Mike Kerkorian), William Bramley (Anderson), Harry Harvey Jr. (McKenzie), Charles Horvath (Lonzo Bailey), Darryl Seamen (Andy Kerkorian)

## A War for the Gravediggers
- Diretto da:
- Scritto da:

### Trama
- Guest star: Michael Ansara (Serafin), Joe De Santis (Octaviano)

## The Agreement

### Trama
- Guest star: Barbara Werle (Laura Bishop), Felice Orlandi (Luther McQueen), Joel Fluellen (Cato), Dan Frazer (sceriffo Lyle Saunders), James Gammon (vice Virgil Bramley), Virginia Gregg (Lavinia Bishop), Walter Woolf King (sindaco Padgett), Jason Wingreen (Norman Todd)

## Elizabeth's Odyssey
- Diretto da: Anton Leader
- Scritto da: Kathleen Hite

### Trama
- Guest star: Amzie Strickland (Anna Grimmer), Albert Salmi (Hawes Leggett), Dabbs Greer (Thomas Grimmer), Peggy Lipton (Jenny Grimmer), Bill Zuckert (Shuler)